# Al-Muslimijja
Al-Muslimijja (arab. المسلمية) – miejscowość w Syrii, w muhafazie Aleppo. W 2004 roku liczyła 5916 mieszkańców.